# Мауританија на Летњим олимпијским играма 2008.
Мауританија је на Летњим олимпијским играма 2008. у Пекингу учествовала са двоје спортиста, који су се такмичили у атлетици. Ово је било седмо учешће Мауританије на ЛОИ од пријема у МОК.
Заставу Мауританије на свечаном отварању Игара 8. августа носио је атлетичар Сулејман Улд Чебал.
Мауританија је остала у групи земаља које до сада нису освајале олимпијске медаље.

## Учесници по спортовима
| Спорт      | Мушкарци | Жене | Укупно |
| ---------- | -------- | ---- | ------ |
| Атлетика   | 1        | 1    | 2      |
| Укупно (1) | 1        | 1    | 2      |

## Резултати

### Атлетика

#### Мушкарци
| Атлетичар Лични рекорд | Дисциплина | Предтакмичење | Предтакмичење | Група            | Група            | Полуфинале       | Полуфинале       | Финале           | Финале       | Детаљи                                       |
| Атлетичар Лични рекорд | Дисциплина | Резултат      | Место         | Резултат         | Место            | Резултат         | Место            | Резултат         | Место        | Детаљи                                       |
| ---------------------- | ---------- | ------------- | ------------- | ---------------- | ---------------- | ---------------- | ---------------- | ---------------- | ------------ | -------------------------------------------- |
| Сулејман Улд Чебал     | 800 м      | 1:57,43       | 7 у гр. 5     | Није се пласирао | Није се пласирао | Није се пласирао | Није се пласирао | Није се пласирао | 57 / 58 (61) | Архивирано на веб-сајту (23. септембар 2018) |

#### Жене
| Атлетичарка Лични рекорд | Дисциплина | Предтакмичење | Предтакмичење | Група             | Група             | Полуфинале        | Полуфинале        | Финале            | Финале  | Детаљи |
| Атлетичарка Лични рекорд | Дисциплина | Резултат      | Место         | Резултат          | Место             | Резултат          | Место             | Резултат          | Место   | Детаљи |
| ------------------------ | ---------- | ------------- | ------------- | ----------------- | ----------------- | ----------------- | ----------------- | ----------------- | ------- | ------ |
| Бунку Камара             | 100 м      | 13,69         | 9. у гр. 1    | Није се пласирала | Није се пласирала | Није се пласирала | Није се пласирала | Није се пласирала | 78 / 85 |        |